# Буколики (жанр)

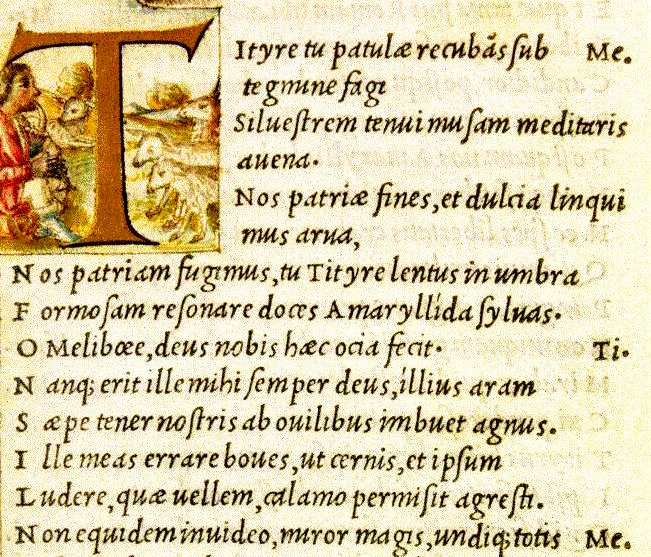
Начало I-ой эклоги Вергилия. Издание Альда Мануция 1501 г.

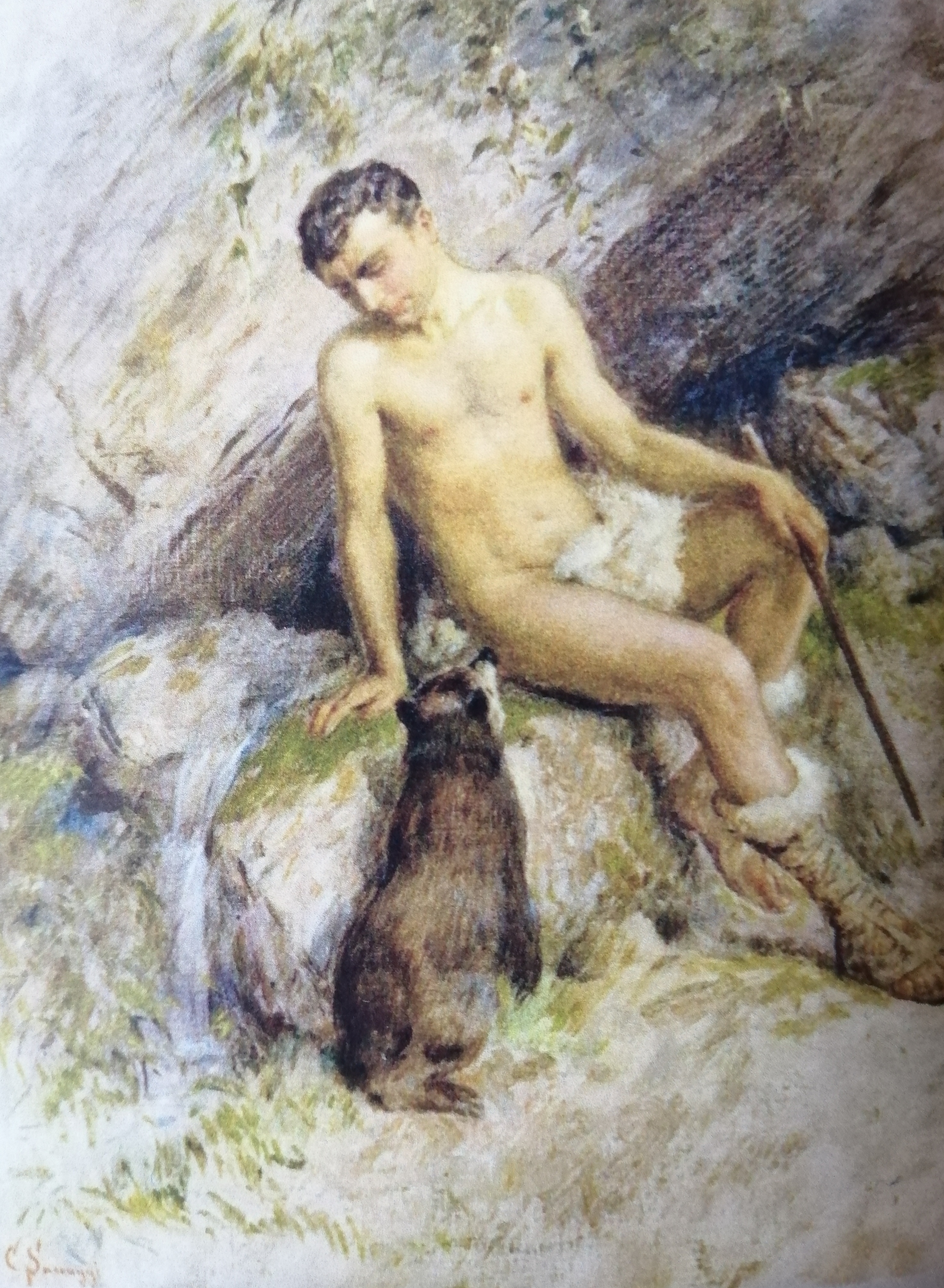
Пастух в буколической обстановке, работы Чезаре Саккаджи из Тортоны.

Буко́лики, или буколи́ческая поэ́зия (от др.-греч. βουκóλος — «пастух»), — пастушья поэзия, возникшая из сицилийско-греческих пастушьих песен. Находится посередине между эпосом и драмой и посвящена поэтическому изображению пастушеского образа жизни (иногда — в противоположность роскошной, утончённой, но безнравственной жизни более культурных слоёв общества в больших городах).

## История
Наиболее древним представителем этого вида поэзии являлся сиракузский поэт Феокрит (III век до н. э.); его буколики отличают простота и безыскусность. То же можно сказать о Бионе Смирнском (II век до н. э.) и Мосхе Сиракузском. У Вергилия в «Буколиках» стиль становится более торжественным, а описания пастушеского быта — более условными.
Замена естественной простоты изысканностью и чувствительностью далеко зашла у подражателей Феокрита и Вергилия эпохи Нового времени, например, у французской писательницы XVII века Антуанетты Дезульер, у Жака Делиля (французский поэт, 1738—1813), у швейцарского поэта Соломона Гесснера (1730—1788). Под влиянием последних буколическая поэзия была занесена и в Россию во 2-й половине XVIII века: буколики есть у А. П. Сумарокова, Я. Б. Княжнина, В. И. Панаева.